# یاس‌آپاتی
یاس‌آپاتی (به مجاری:  Jászapáti) یک منطقهٔ مسکونی در مجارستان است که در ناحیه یاس‌آپاتی واقع شده‌است. یاس‌آپاتی ۷۸٫۱۶ کیلومتر مربع مساحت و ۸٬۵۸۵ نفر جمعیت دارد.